# Mokane (Misuri)
Mokane es una ciudad ubicada en el condado de Callaway en el estado estadounidense de Misuri. En el Censo de 2010 tenía una población de 185 habitantes y una densidad poblacional de 243,78 personas por km².

## Geografía
Mokane se encuentra ubicada en las coordenadas 38°40′28″N 91°52′21″O / 38.67444, -91.87250. Según la Oficina del Censo de los Estados Unidos, Mokane tiene una superficie total de 0.76 km², de la cual 0.76 km² corresponden a tierra firme y (0%) 0 km² es agua.

## Demografía
Según el censo de 2010, había 185 personas residiendo en Mokane. La densidad de población era de 243,78 hab./km². De los 185 habitantes, Mokane estaba compuesto por el 97.84% blancos, el 0% eran afroamericanos, el 0.54% eran amerindios, el 0% eran asiáticos, el 0% eran isleños del Pacífico, el 0% eran de otras razas y el 1.62% pertenecían a dos o más razas. Del total de la población el 1.62% eran hispanos o latinos de cualquier raza.